# Eleccions legislatives daneses de 1903
Les eleccions legislatives daneses de 1903 se celebraren el 25 de maig de 1903. El més votat fou el Venstre, qui formà un govern dirigit per Johan Henrik Deuntzer.
| Partit            | Líder        | Vots    | %     | Escons | +/-   |       |
| ----------------- | ------------ | ------- | ----- | ------ | ----- | ----- |
| Venstre           |              | 121.357 |       | 73     | -3    |       |
| Socialdemokratiet |              | 55.989  |       | 16     | +2    |       |
| Højre             |              | 49.316  |       | 12     | +4    |       |
| Venstre Moderats  |              | 49.316  |       | 12     | -4    |       |
| Altres            |              |         |       | 1      | +1    |       |
| Total             | Total        |         |       | 114    |       |       |
| Participació      | Participació | 63,9    | 63,9  | 63,9   | 63,9  | 63,9  |
| Font              | Font         | [ 1 ]   | [ 1 ] | [ 1 ]  | [ 1 ] | [ 1 ] |